# Tantième
Pour la rémunération des administrateurs, voir Tantième (rémunération).
Tantième (1947-1966) était un cheval de course pur-sang anglais qui remporta deux fois le Prix de l'Arc de Triomphe. Propriété de François Dupré, il était entrainé par François Mathet et monté par Jacques Doyasbère ou Roger Poincelet.

## Carrière de courses
Tantième domina sa génération et les courses européennes de 2 à 4 ans, remportant 12 de ses 15 sorties. En 1949, il remporte deux courses de groupe 1, le Grand Critérium et le Prix de la Forêt, à l'époque ouvert aux 2 ans, où il domine ses aînés. À 3 ans, il confirme en gagnant brillamment la Poule d'Essai des Poulains et le Prix Lupin. Logiquement promu grand favori du Prix du Jockey Club, il s'y classe deuxième, battu dans des circonstances rocambolesques par un certain Scratch, lors d'une arrivée serrée : à l'époque en effet, la photo-finish n'existe pas, et c'est donc « à l’œil » que les commissaires départagent les deux chevaux et attribuent la victoire à Scratch, ce que contestent le jockey de Tantième, Roger Poincelet, et plusieurs témoins bien placés. Mais le champion se remet de cette défaite controversée en s'adjugeant le Prix de l'Arc de Triomphe dont il avait déjà battu la tenante du titre Coronation en juin dans les Queen Elizabeth II Stakes (une course homonyme du fameux mile d'Ascot, créé en 1955). Resté à l'entraînement à 4 ans, il s'impose dans le Prix Ganay, puis la Coronation Cup en Angleterre, et s'il est battu dans l'édition inaugurale King George, où il finit troisième, il termine sa carrière en apothéose en devenant le quatrième des sept chevaux auteurs du doublé dans le Prix de l'Arc de Triomphe, exploit après lequel il se retire au haras.

### Résumé de carrière
| Date        | Hippodrome       | Pays        | Course                            | Distance    | Jockey       | Place       | Écart       | Vainqueur ou deuxième |
| 1949, 2 ans | 1949, 2 ans      | 1949, 2 ans | 1949, 2 ans                       | 1949, 2 ans | 1949, 2 ans  | 1949, 2 ans | 1949, 2 ans | 1949, 2 ans           |
| ----------- | ---------------- | ----------- | --------------------------------- | ----------- | ------------ | ----------- | ----------- | --------------------- |
| Juin        | Saint-Cloud      | France      | Prix Villa Le Mans                | 900 m       |              | 1er         | 3           |                       |
| Juillet     | Maisons-Laffitte | France      | Prix Robert Papin                 | 1 100 m     |              | 6e / 11     |             | Emperor               |
| Septembre   | Longchamp        | France      | Prix Verrier                      |             |              | 1er / 6     | 5           | Chandelle             |
| Octobre     | Longchamp        | France      | Grand Critérium                   | 1 600 m     | R. Poincelet | 1er         | tête        | Ksarin                |
| Octobre     | Longchamp        | France      | Prix de la Forêt                  | 1 400 m     | P. Blanc     | 1er / 6     | 2 ½         | Cardanil              |
| 1950, 3 ans |                  |             |                                   |             |              |             |             |                       |
| Avril       | Longchamp        | France      | Prix de Sèvres                    | 1 600 m     |              | 1er / 4     | 3           | Le Vesuve             |
| Mai         | Longchamp        | France      | Poule d'Essai des Poulains        | 1 600 m     | R. Poincelet | 1er / 6     | 1/2         | Galcador              |
| Mai         | Longchamp        | France      | Prix Lupin                        | 2 100 m     | R. Poincelet | 1er / 6     | 1           | Lacaduv               |
| Juin        | Chantilly        | France      | Prix du Jockey Club               | 2 400 m     | R. Poincelet | 2e / 15     | cte tête    | Scratch               |
| 8 juin      | Ascot            | Royaume-Uni | Queen Elizabeth II Stakes         | 2 400 m     | R. Poincelet | 1er / 6     | tête        | Coronation            |
| 8 octobre   | Longchamp        | France      | Prix de l'Arc de Triomphe         | 2 400 m     | J. Doyasbère | 1er / 12    | 1 ½         | Alizier               |
| 1951, 4 ans |                  |             |                                   |             |              |             |             |                       |
| Avril       | Longchamp        | France      | Prix Ganay                        | 2 100 m     | J. Doyasbère | 1er         | 4           |                       |
| Juin        | Epsom            | Royaume-Uni | Coronation Cup                    | 2 400 m     | J. Doyasbère | 1er / 5     | 3/4         | Saturn                |
| Juillet     | Ascot            | Royaume-Uni | King George & Queen Elizabeth St. | 2 400 m     | J. Doyasbère | 3e / 19     | 6 ¾         | Supreme Court         |
| 7 octobre   | Longchamp        | France      | Prix de l'Arc de Triomphe         | 2 400 m     | J. Doyasbère | 1er / 19    | 2 ¼         | Nuccio                |

## Au haras
Tantième se révélera un excellent reproducteur, obtenant le titre de tête de liste des étalons en France à deux reprises, en 1962 et 1965. On lui doit notamment les champions :
- Reliance - Prix du Jockey Club, Grand Prix de Paris, Prix Royal Oak, deuxième du cheval du siècle Sea Bird dans le Prix de l'Arc de Triomphe 1965, la seule défaite de sa carrière
- Tanerko - Grand Prix de Saint-Cloud, Prix Lupin, Prix Ganay, son meilleur continuateur au haras, père notamment de Relko.
- Match II - Prix Royal Oak, Grand Prix de Saint-Cloud, King George VI and Queen Elizabeth Stakes, Washington, D.C. International
- La Sega - Prix de Diane, Poule d'Essai des Pouliches, Prix Saint-Alary, Prix d'Ispahan

Tantième meurt là où il avait vu le jour, au Haras d'Ouilly, dans le Calvados, en 1966, à l'âge de 19 ans.

## Origines
| Origines de Tantième (FR), mâle bai né en 1947 | Origines de Tantième (FR), mâle bai né en 1947 | Origines de Tantième (FR), mâle bai né en 1947 | Origines de Tantième (FR), mâle bai né en 1947 |
| ---------------------------------------------- | ---------------------------------------------- | ---------------------------------------------- | ---------------------------------------------- |
| Père Deux-Pour-Cent                            | Deiri                                          | Aethelstan                                     | Teddy                                          |
| Père Deux-Pour-Cent                            | Deiri                                          | Aethelstan                                     | Dédicace                                       |
| Père Deux-Pour-Cent                            | Deiri                                          | Desra                                          | Corcyra                                        |
| Père Deux-Pour-Cent                            | Deiri                                          | Desra                                          | Desna                                          |
| Père Deux-Pour-Cent                            | Dix Pour Cent                                  | Feridon                                        | Hurry On                                       |
| Père Deux-Pour-Cent                            | Dix Pour Cent                                  | Feridon                                        | Écurie                                         |
| Père Deux-Pour-Cent                            | Dix Pour Cent                                  | La Chansonnière                                | Mesilim                                        |
| Père Deux-Pour-Cent                            | Dix Pour Cent                                  | La Chansonnière                                | La Française                                   |
| Mère Terka                                     | Indus                                          | Alcantara                                      | Perth                                          |
| Mère Terka                                     | Indus                                          | Alcantara                                      | Toison d'Or                                    |
| Mère Terka                                     | Indus                                          | Himalaya                                       | Sardanapale                                    |
| Mère Terka                                     | Indus                                          | Himalaya                                       | Mountain Lass                                  |
| Mère Terka                                     | La Furka                                       | Blandford                                      | Swynford                                       |
| Mère Terka                                     | La Furka                                       | Blandford                                      | Blanche                                        |
| Mère Terka                                     | La Furka                                       | Brenta                                         | Sans Souci                                     |
| Mère Terka                                     | La Furka                                       | Brenta                                         | Beauté de Neige (famille 20-a)                 |